# Björkö (Lemland, Åland)
Björkö med Vedgrundet är en ö i Lemlands kommun på Åland (Finland). Den ligger 11 km sydost om huvudstaden Mariehamn.
Öns area är 0,99 kvadratkilometer och dess största längd är 1,8 kilometer i nord-sydlig riktning. Terrängen på Björkö är platt och skogig, huvudsakligen hällmarksskog med inslag av tätare skog och stråk av ängsmark i det inre av ön. På den södra delen av ön ligger Fiskarviken som är en glosjö. På Björkö finns flera hus.
Björkö har Gulskär, Rödö och Rabbskär i norr, Kvarngrundsfjärden och Kvarngrund i söder samt Järsö i väster.

## Sammansmälta delöar
- Björkö 60°00′56″N 20°01′52″Ö / 60.01553°N 20.03098°Ö
- Vedgrundet 60°01′13″N 20°01′41″Ö / 60.02014°N 20.02815°Ö